# 남양유업
남양유업(南陽乳業)은 영유아용 조제 분유 등 유제품과 음료·커피 등의 제품을 생산, 가공 및 판매하는 유제품 전문가공업체로, 1964년에 홍두영 회장이 설립하였다. 주요 사업은 우유·분유·발효유·치즈 등의 유가공 제품 및 음료 제품 등의 생산과 판매이다. 부수적으로 사료판매업, 창고업, 기타식료품 제조 및 판매업, 음식점업, 부동산 임대 및 공급업, 인터넷 통신판매업, 의료기기 판매업, 대금업 등도 영위한다. 매출구성은 우유류 50%, 분유류 25%, 기타 25% 가량으로 이루어진다.
본사는 서울특별시 강남구 도산대로 240, 240빌딩에 있으며 공장은 천안공장·천안신공장·세종공장·경주공장·나주공장을 운영하고 있으며, 전국에 18개의 지점과 연구소(세종시), 2개의 물류센터(원당/용인)를 운영하고 있다.

## 연혁
- 1964년 3월 13일 남양유업(주) 설립
- 1965년 11월 1일 천안공장 완공
- 1978년 6월 기업공개 및 주식상장
- 1980년 2월 1일 공주공장(현) 세종공장 완공
- 1988년 12월 1일 경주공장 신설
- 1998년 4월 ISO 9001 품질시스템 인증 획득
- 1998년 6월 식품위해요소중점관리기준(HACCP) 시범업체 지정
- 2001년 9월 중앙연구소 KOLAS(국가공인시험기관인증) 획득
- 2002년 5월 천안신공장 준공 및 가동개시(카톤우유 생산)
- 2010년 6월 식품 안전 경영 시스템 ISO 22000 인증
- 2013년 12월 나주 동결건조 커피 공장 완공[1]

## 사업

### 국내 사업 분야
- 1994년 DHA를 함유한 우유 '아인슈타인 우유'를 시판했다.[2]
- 2005년 ‘17차’ 제품 출시로 차음료 시장에 진출했다.[3]
- 2010년에 커피믹스 시장에 진출하였고, 2013년에는 전라남도 나주에 커피믹스 공장을 설립하였다.[4]
- 2014년 생수시장에 진출하여 OEM 방식으로 '천연수'라는 제품을 팔고 있다.[5]

### 해외 시장 진출
- 2011년 말레이시아에 멸균초코우유를 급식용 우유로 수출했다.[6]
- 2014년 중국의 우유시장에 진출했고[7], 폴란드에는 원료형 동결건조커피의 대규모 해외수출 계약을 체결했다.[8]

## 사건

### 대리점 밀어내기 강매
2013년 5월, 남양유업이 오랜 기간에 걸쳐 지역대리점에 '밀어내기'를 했다는 고발과 함께 남양유업 직원의 막말 녹취록이 공개되어 사회에 물의를 일으켰다. 남양유업은 최소 7년간 상품 강매와 판촉사원 임금 전가 등의 불법행위를 통해 대리점주들에게 최대 2,000억원이 넘는 피해를 입혔다. 그런데도 공정위는 고작 123억원의 과징금을 부과하는데 그쳐 이 또한 논란이 되었다. 2014년 1월에는 법원에서 남양유업의 밀어내기가 모두 유죄 인정되었다. 이 사건으로 인해 대한민국 사회에서 고질적인 문제라고 지적받던 갑을관계가 사회 이슈화되었고, 남양유업에 대한 불매운동이 일어나기도 하였다.

### 임신 직원 해고 사건
2013년 YTN 취재 결과 남양유업이 여직원이 결혼하면 계약직으로 신분을 바꿨고 임신을 하면 회사를 그만두도록 압박하였다. 남양유업을 검찰에 고발한 여성단체, 여성노동조합에 따르면 "당시 남양유업 본사 직원 2,700명중 고객센터를 제외하면, 기혼 여성은 6명에 불과하였다. 이들은 모두 계약직인데, 미혼이면 정규직이었다가, 기혼이면 계약직으로 전환하며 임금은 10%가까이 삭감되고 각종 수당도 받지 못하며 차별을 받았다." 라고 밝혔다.

### 담합 사례금
- 2011년 6월 24일 공정거래위원회는 남양유업 등 4개 업체가 담합하여 치즈 가격을 인상한 것에 대해 시정 명령을 내리고, 남양유업에 대해 22억 5천 100만원의 과징금을 부과하였다.[14] 이에 대해 남양유업은 불복하여 공정위를 상대로 시정명령 및 과징금 납부명령 취소 청구소송을 냈으나 대법원에서 최종적으로 패소했다.[15]

- 남양유업은 서울우유와 담합하여 공정위로부터 74억원의 과징금을 받았다.[16]

- 남양유업은 매일유업과 함께 산부인과에 리베이트를 제공하다가 2010년 공정위에 적발되기도 했다.[17]

### 식품위생법 위반 광고
2010년에 남양유업은 연예인 김태희를 내세워 "프림 속 화학적 합성품인 카제인나트륨을 뺐다."면서 커피믹스를 광고했고, 이는 소비자들에게 카제인나트륨이 인체에 유해한 물질이라는 착각을 일으켰다. 하지만, 식품의약품안전청이 '카제인나트륨은 인체에 무해하므로 남양유업의 광고는 식품위생법 위반'이라는 견해를 내어 광고는 100일만에 중단되었다. 한편 남양유업은 모순되게도 자사의 어린이용 유제품에는 카제인나트륨을 그대로 사용하는 것이 밝혀져 소비자들이 반발하기도 했다. 2013년에는 같은 방식으로 인산염 유해성 논란을 불러 일으켰다.

### 타사 허위사실 유포
2012년 남양유업이 산양분유 출시를 앞두고 경쟁사 제품에서 방사성 물질이 검출되었음을 암시한 문자를 발송하여 비방·음해 마케팅 논란이 일었다. 한편, 2007년부터 2011년까지의 5년간 공정위나 식약청으로부터 허위·비방 광고로 인한 처분을 받은 사례 총 7건 중 3건이 남양유업이었다.

### 알바생
2017년 10월, 대학생은 남양유업 대리점에서 우유배달을 시작하였다. 그러나 매일 새벽 우유배달을 하였지만 월급은 32만원을 받았다. 이후 타기업으로 취직을 성공한 대학생은 대리점주에게 "일을 그만두겠다"고 말하자, 점주는 "후임자를 찾지 못하면 배상금을 물어내"라는 요구를 하였다. 근로계약서에 "후계자 인계를 못하면 배달 가구당 5만원 씩 배당한다"는 부당한 계약서가 있었기 때문에 가능한 요구였다. 대학생은 400만원 배상금을 물지 않기 위하여서 후계지를 구하여야 하였다. 남양유업은 "본사 측은 개인사업자인 대리점을 관여할 수 없다"는 입장을 밝혔다.

### 상표권 표절
일본 메이지 유업의 '맛있는 우유'를 따라한 '맛있는 우유 GT', 일본 아사히 음료의 '16차'를 표절한 '17차', 매일유업의 '좋은 우유'를 그대로 표절한 '3번 더 좋은 우유', 동서식품의 원두 커피믹스 '카누'를 표절한 제품인 '루카' 등 남양유업의 주력 제품들이 경쟁사의 제품과 유사하여 표절 의혹이 제기되었다.

### 불가리스 코로나 바이러스 억제 논란
2021년 4월 자사의 발효유인 불가리스가 코로나 바이러스를 억제해준다는 연구 발표를 알리면서 그 효능 여부에 논란이 일어났는데 이에 식품의약품안전처가 불가리스가 코로나 바이러스를 억제한다는 근거는 없다고 입장을 밝혔다. 결국 남양유업 홍원식 회장이 이에 대한 대국민 사과를 하였고 5월 4일에는 이광범 대표가 남양유업 대국민 사과를 하고 대표직을 사임하였으며 홍원식 회장도 회장직에서 사퇴하게 되었다.
- 한앤컴퍼니와 남양유업 회장 간 주식양도소송

### 한앤컴퍼니로 인수, 실적 턴어라운드
2024년 각종 부정이슈의 중심이었던 오너일가가 경영에서 물러나고 한앤컴퍼니가 남양유업 지분을 인수했다.
2024년 2분기까지 무려 20분기 연속 영업이익 적자를 내다가 2024년 3분기에는 흑자전환에 성공 52주 최고가 갱신에 성공했다. 체질개선 및 자사주 소각 등으로 주주 환원에도 적극적인 행동을 보이며 현재까지는 부활에 성공했다는 평을 듣고 있으며, 특수분유 생산 등 사회공헌 활동에도 박차를 가하며 변화된 모습으로 소비자의 신뢰를 회복하는 모습을 보이고 있다.

## 경쟁사
- 서울우유협동조합
- 매일유업
- 빙그레

## 같이 보기
- 서울우유협동조합
- 맛있는 우유 GT